# 52 (comics)
Pour les articles homonymes, voir 52 (homonymie).
52 est le titre d'un comic publié par DC Comics dont la publication débuta le 10 mai 2006, une semaine après la conclusion d'Infinite Crisis. Scénarisé par  Geoff Johns, Grant Morrison, Greg Rucka, et Mark Waid, la mise en page est assurée par Keith Giffen.
Le principe de 52 était une entreprise risquée pour DC puisque la série a été publiée de manière hebdomadaire pendant cinquante-deux semaines, alors que les publications de l'éditeur sont habituellement mensuelles ou bimestrielles. De ce fait, 52 comporte cinquante-deux chapitres. 52 raconte en temps « réel » l'année qui a suivi les événements survenus dans Infinite Crisis durant laquelle Wonder Woman, Batman et Superman ont disparu.
En France, la série a été publiée mensuellement (à raison de quatre épisodes par numéro) par Panini Comics à partir de mai 2007. En raison de ventes moyennes, la parution est passée à un rythme bimestriel entre novembre 2007 et la publication du dernier épisode, le numéro 13, en novembre 2008. En 2017, Urban Comics commence la réédition de la saga 52 en librairie : le premier tome (septembre 2017) réunit les 13 premiers épisodes.

## Histoire
L'intrigue de 52 est multiple et concerne la majorité des personnages de l'univers DC. Elle suit cependant plus particulièrement, au cours de l'année perdue après Infinite Crisis, quelques personnages habituellement secondaires qui deviennent durant cette série principaux, parmi lesquels : Renee Montoya, The Question, Ralph Dibny, Starfire ou encore Booster Gold.

### Semaine 1: De la responsabilité d'une jeunesse dorée
- Titre original : Golden Lads & Lasses must…

Cette première semaine sert d'introduction et débute directement après la fin d'Infinite Crisis de plus, les sept jours de la semaine sont relatés alors que, par la suite, ce sont, en général, les jours marquants qui sont racontés. La semaine entière est relatée pour permettre d'introduire et de présenter la majorité des intrigues et des protagonistes de la série :
- Ralph Dibny, anciennement l'Homme Elastique, en proie à une profonde dépression après le meurtre de sa femme (relaté dans la série Crise d'Identité) et la destruction de sa maison par la Société des Monstres qui ont ravagé Opal City. Il est à deux doigts de se suicider en se tirant une balle dans la bouche lorsqu'un appel concernant la profanation de la tombe de sa femme attire son attention et l'empêche de commettre l'irréparable.
- Renee Montoya qui passe son temps à boire dans un bar ou chez elle en proie au doute et au déni d'elle-même mais, qui attire néanmoins l'attention de  Question qui remplace un Bat-signal par un ? et qui le dirige sur l'appartement de Montoya. Ce dernier semble attendre que celle-ci soit prête…
- Steel (John Henry Irons) qui à travers le monde sauve des civils et aide aux déblayages des dégâts provoqués par la récente crise. Il prive également sa nièce, Natasha Irons de l'armure qu'il lui avait offerte estimant qu'elle ne la méritait plus, cette dernière préférant aller rejoindre les Teen Titans plutôt que d'aider les civils.
- Booster Gold, toujours accompagné du robot Skeets, qui est toujours en quête de popularité et de fortune en accompagnant son travail de super héros de promotions publicitaires. Venant du futur, il sait de la part de Skeets qu'il est censé rejoindre la Ligue de Justice d'Amérique après un discours de Superman mais ce dernier ainsi que Wonder Woman et Batman ne se présenteront pas, anéantissant les espoirs de Booster.
- On assiste également à l'avènement de Black Adam, dictateur du Kahndaq, qui empêche un attentat sur la place publique alors qu'il prononce un discours.
- Enfin, le docteur Sivana, un savant fou est enlevé par des "monstres".

### Semaine 2: Retour vers le futur
- Titre original : Looking Back at Tomorrow
- Ralph Dibny commence son enquête sur la profanation de la tombe de sa femme, Sue, et découvre l'existence d'une secte kryptonnienne dont Cassie Sanders, alias Wonder Girl, est une adepte. Il pense que c'est eux qui ont inscrit sur la tombe un symbole particulier : le S de Superman à l'envers qui pourrait être traduit par Résurrection.
- Booster Gold, après avoir rencontré le Docteur Magnus pour qu'il vérifie que Skeets fonctionne correctement se retrouve néanmoins encore confronté à quelques bugs de sa part.
- Will Magnus, quant à lui, s'en va rencontrer son ancien professeur, le professeur Morrow qui lui confesse qu'il pense que quelqu'un cherche à réunir tous les savants fous de la planète.
- Enfin, la Question prend contact avec Renee Montoya et lui propose un travail en la payant les trois premières semaines d'avance : surveiller une maison délabrée.

### Semaine 3: Le nouvel ordre mondial
- Titre original : New World Order
- Un cadavre est retrouvé dont il semble que ce soit Lex Luthor, John Henry Irons, dont les relations avec sa nièce se dégrade de plus en plus, est appelé pour identifier le corps. Lors de l'autopsie, il découvre des lentilles qui prouvent que ce n'était pas le véritable Luthor, à cet instant, le vrai pénètre dans le labo accompagné de journalistes pour se dédouaner de tous les crimes qu'il a commis prétextant avoir été échangé et retenu prisonnier sur la Terre parallèle dont était issu le "faux Lex".
- Power Girl poursuit Terra-Man qui vient de braquer un avion en plein vol mais, elle est arrêtée par Black Adam qui ne tolère pas que celle-ci viole son espace aérien. Par la suite, des représentants d'Intergang lui offre des lingots d'or et une jeune vierge égyptienne pour obtenir un droit de passage sur le territoire Kahndaq mais Black Adam refuse et tue l'un des représentants. Ensuite, il décide de faire un exemple de Terra-Man en l'exécutant publiquement devant l'ambassade du Kahndaq aux États-Unis et envoie ainsi un message à tous les "vilains" du globe.
- Quant à Booster Gold, il rencontre toujours des problèmes avec Skeets et décide de trouver un moyen de les résoudre en retrouvant Rip Hunter.

### Semaine 4: Danses avec les monstres
- Titre original : Dances with Monsters
- Après un peu plus de deux semaines de surveillance, Renee Montoya aperçoit enfin du mouvement du côté de la maison délabrée. Elle décide de suivre la personne y pénétrant et est rejointe par la Question. Tous deux tombent aux prises avec un monstre qui n'est vaincu que grâce aux armes illégales trouvées dans le repaire. Renée est tout de même blessée au bras.
- La mission qui recherche les super-héros disparus lors de la crise, découvre une piste liée au rayon zeta rannien. Après quelques recherches ils réussissent à diriger le rayon sur l'Australie et à faire revenir les héros malheureusement dans un très mauvais état.
- Booster Gold montre son vrai visage : quelqu'un qui pense plus qu'à lui-même et qui en veut au monde entier, en effet il préfère aller signer un contrat de sponsor plutôt que d'aller porter secours aux super héros disparus.
- John Henry Irons souffre de délires et se transforme en une sorte d'homme de métal.
- Ralph Dibny rencontre plusieurs membres de la secte kryptonienne à laquelle appartient Wonder Woman et rencontre celui qui l'y a initié : Devem. On lui propose de l'initier au rituel de la secte mais il n'en ressort qu'un bain forcé où il manque de se noyer et, lorsqu'il ressort de l'eau, il est seul et son alliance lui a été volé.

### Semaine 5: La trajectoire des étoiles
- Titre original : Stars in their Courses
- Alan Scott, le premier Green Lantern, rend visite à Ellen Baker, la femme d'Animal Man pour l'informer que ce dernier est toujours porté disparu dans l'espace contrairement à lui qui a été "récupéré" non sans séquelle, en effet, il a perdu un œil et celui qui lui reste n'est pas le sien. On apprend, alors qu'il a appelé John Henry Irons pour aider le Docteur Mid-Nite, qu'il fait partie des plus chanceux, en effet, Hawkgirl mesure désormais plus de huit mètres de haut ou encore, Cyborg et Firebird ont fusionné. Animal Man, Starfire et Adam Strange sont toujours portés disparus. De plus, un incident a lieu : Mal Duncan, un titan, qui s'est retrouvé greffé au hautparleur de Red Tornado, se réveille et provoque des dégâts par l'intermédiaire d'ultrasons et prononce 52, une parole que Red Tornado lui-même avait prononcé avant d'être détruit.
- Lex Luthor annonce à la télévision qu'il a découvert comment doter n'importe quel citoyen de pouvoirs et qu'il compte mettre cela au service du peuple pour se "racheter" et pour ne plus avoir besoin d'une élite représentée par Superman.
- Renee Montoya est visitée par son ex-capitaine qui vient l'interroger sur les incidents de l'entrepôt dont rien n'a été retrouvé dedans, les fractures de Montoya étant les seules "preuves" d'une éventuelle rixe
- On découvre qu'Animal Man, Starfire et Adam Strange ne sont pas morts. Ils ont atterri sur une planète paradisiaque mais cherche néanmoins à en partir. Adam Strange s'évertue à réparer un vaisseau spatial malgré le fait qu'il n'ait plus d'yeux. Quant à Animal Man, il le presse de terminer les réparations car il sent la présence d'un dangereux prédateur.

### Semaine 6: Le syndrome chinois
- Titre original : China Syndrome
- Un flash télé parle de la dernière intervention de Booster Gold qui s'avère être, en réalité, un coup monté par Booster lui-même en effet, le vilain Manthrax est en réalité un acteur payé par Booster Gold. Après avoir payé l'acteur, il part sur les traces de Rip Hunter, la maître des machines temporelles. Seulement, il n'est plus dans son labo et, selon les "notes" trouvées à l'intérieur le temps serait déréglé et ce par la faute de Booster Gold.
- Les Green Lantern Hal Jordan et John Stewart sont aux prises avec des super héros chinois, qui les accusent de violation de leur espace aérien, alors qu'ils poursuivent également Evil Star. Les chinois sont rejoints par Black Adam, ce dernier ayant créé une coalition avec la Corée du Nord, le Myanmar et la Chine. Mais, les Rocket Red autorisent l'accès à la Russie aux Green Lantern, après que ceux-ci eurent capturé Evil Star, leur permettant ainsi de se sortir de ce mauvais pas.
- Quant au professeur Morrow il est mis sous surveillance par une mystérieuse organisation.

### Semaine 7: La chute
- Titre original : Going Down

### Semaine 8: Au voleur!
- Titre original : Thief

### Semaine 9: Le rêve de l'Amérique
- Titre original : Dream of America

### Semaine 10: La chasse au scoop
- Titre original : Stop the Press

### Semaine 11: Batwoman débarque!
- Titre original : Batwoman begins!

### Semaine 12: La puissance
- Titre original : Mighty

### Semaine 13: Feu de paille
- Titre original : Haystack

### Semaine 14: De poussière et de rouille
- Titre original : Sand and Rust

### Semaine 15: Eclipsé
- Titre original : Outshined

### Semaine 16: Ouhibbouki
- Titre original : Uhebbuki

### Semaine 17: Le dernier des Tsarniens
- Titre original : Last of the Czarnians

### Semaine 18: Liquéfié
- Titre original : Dismantled

### Semaine 19: Les balbutiements de l'histoire
- Titre original : History Repeats

### Semaine 20: Dieu est mort
- Titre original : God is Fragged

### Semaine 21: L'élève et le maître
- Titre original : Teambuilding Exercices

### Semaine 22: Panique scientifique
- Titre original : Burial Ground

### Semaine 23: L'île du docteur Morrow
- Titre original : The Island of Professor Morrow

### Semaine 24: Imagine…
- Titre original : Just Imagine

### Semaine 25: Entre deux eaux
- Titre original : Liminal Times

### Semaine 26: A mi-chemin
- Titre original : Halfway House
- Black Adam, Isis et Osiris déposent Question et Renee Montoya en plein Himalaya. Ces deux derniers retrouvent Tot et Richard Dragon qui vont s'occuper de l'enseignement de Renée.
- Les questions sur les causes de l'échec de la nouvelle JLA posent d'autres questions sur la situation actuelle dans une émission de télé où John Henry Irons est invité et confronté à sa nièce.
- La famille Black Marvel est invité à diner chez la famille du docteur Sivana, sa femme, Venus souhaite que ceux-ci les aident à le retrouver. Mais, lors du repas, Osiris s'en va et part à la recherche d'amis alors que peu temps après la table est attaquée par un crocodile humanoïde qui s'est échappé du labo du docteur Sivana et qui s'enfuit de la maison. Plus tard, il rejoint Osiris et les deux deviennent amis.
- Chez les savants fous, outre les querelles habituelles, la vie est perturbée par l'arrivée d'une femme pour contribuer à leur entreprise.

### Semaine 27: Le meilleur espoir du passé
- Titre original : The Past Best Hope
- Ralh Dibny continue son voyage avec le Docteur Fate et rencontre Le Spectre qui lui propose un marché : le retour de sa femme en échange de la vengeance que réclame les victimes de son meurtrier, Jean Loring. Il l'emmène dans le passé et la sépare de l'entité Eclipso pour qu'elle revive encore et encore le meurtre de Sue mais, Ralph ne peut supporter de regarder la scène qui se déroule sous ses yeux
- En une seconde, Skeets s'en prend à Time Commander et Waverider qui recherchent toujours Rip Hunter.
- À Nanda Parbat, Renée poursuit son enseignement avec Richard Dragon pendant que Tot étudie le livre du Crime dérobé à l'Intergang. Elle apprend également que Charlie est malade, un cancer, et qu'il ne va pas tarder à mourir. En étudiant le livre qui s'avère révéler de nombreuses sombres prophéties, ils découvrent que la fille de Kane est en danger.

### Semaine 28: Dans la cambrousse
- Titre original : Beyond the Black Stump
- Renee Montoya et la Question contactent Batwoman pour l'avertir de la "prophétie" la concernant. Trois jours plus tard, Batwoman s'attaque à une église de l'Intergang pour mettre à bas la prophétie mais Mannheim intervient passe à peu de la tuer sans l'intervention de Renée et Question néanmoins, il réussit tout de même à s'enfuir.
- Ridge-Ferrick, l'entreprise écran de l'Intergang investit le village australien où Johnny Warrawa a fini de construire son robot avec les restes de Red Tornado, notamment la tête qui continue inlassablement de prononcer "52". Il s'oppose, avec son robot nommé Tornado Man, aux hommes de Ridge-Ferrick mais son robot est détruit et il est arrêté.
- Starfire, Animal Man, Adam Strange et Lobo affronte la tête d'émeraude d'Ekron, une fois celle-ci vaincue, il découvre que la tête est, en réalité, dirigée par le Green Lantern de Vengar qui a viré à la folie après la traversée du Styx et que Lobo, en le privant de son œil, l'avait également privé de son arme. Le retour sur Terre passant par Lobo, les héros terriens sont logiquement contraints de le suivre dans son combat contre cette vague dévastatrice de monde.

### Semaine 29: Frictions
- Titre original : Name Calling

### Semaine 30: La mort de Batman
- Titre original : Dark Knight Down

### Semaine 31: Ressources humaines
- Titre original : Human Resources

### Semaine 32: Sept jours à Nanda Parbat
- Titre original : Seven Days in Nanda Parbat

### Semaine 33: Le plus beau moment de l'année
- Titre original : The Most Wondeful Time of the Year
- Ralph Dibny récupère une arme au Musée Flash.
- Nightwing offre un batarang à Batwoman.
- Après avoir offert une voiture à chacun des membres d'Infinit Inc., Lex Luthor fait une découverte qui pourrait lui permettre d'acquérir à son tour des pouvoirs grâce à son gène mutant.
- Charlie délire de plus en plus du fait de la maladie, au grand désarroi de Renée.
- Tout le monde semble, plus ou moins, fêter Noël. Le fait marquant est le retour du Commissaire Gordon au service.
- Quant à la famille Black Marvel, elle décide de montrer son visage humain pour prouver que Black Adam n'est plus le tyran qu'il était et permettre à Osiris d'intégrer les Teen Titans mais, à Belle Reve, certains vilains sous le nom d'Escadron Suicide et sous l'autorité de Cadmus projettent de s'occuper d'eux.

### Semaine 34: Tendances Suicidaires
- Titre original : Suicidal Tendencies

### Semaine 35: Une pluie de Surhommes
- Titre original : Rain of the Supermen

### Semaine 36: Gagner une guerre dans l'espace
- Titre original : How to Win a War in Space

### Semaine 37: Identités secrètes
- Titre original : Secret Identities

### Semaine 38: A bout de souffle
- Titre original : Breathless

### Semaine 39: Pouvoirs à louer
- Titre original : Powers & Abilites

### Semaine 40: L'homme n'est rien qu'un homme
- Titre original : Man Ain't Nothing But a Man

### Semaine 41: Miracles et merveilles
- Titre original : Miracles & Wonders
- Une attaque de Molek le chasseur, un chasseur de primes, endommage le vaisseau de Starfire et d'Adam Strange. Starfire se retrouve également gravement blessée. Néanmoins, ils réussissent à rejoindre le point de rendez-vous fixé pour être secouru par les Green Lantern Opto309V et Mogo, le Green Lantern qui est également une planète.
- Renee Montoya n'arrive pas à accepter que Charlie soit mort et n'arrive pas à faire face à elle-même. Une rencontre avec une inconnue (qui s'avère être Wonder Woman cherchant à "commencer une nouvelle vie" après avoir tué Maxwell Lord lors du prélude à Infinite Crisis, OMAC Project) la décide à se "chercher".
- Ralph Dibny se rend à la prison de Haven où était emprisonné le professeur Morrow pour rencontrer le professeur Milo, le Technomage afin de lui prendre un artefact magique dissimulé dans une roue de fauteuil roulant.

### Semaine 42: Roulette russe
- Titre original : Trigger Effect
- En se "cherchant" Renee Montoya se voit sans visage dans une grotte de Nanda Parbat mais ne comprend pas ce qui lui fait face.
- C'est la fin du voyage avec le docteur Fate pour Ralph Dibny, tout est prêt pour qu'il puisse ramener sa femme, Sue, du monde des morts. Mais en réalité, ce n'est pas Fate qui est présent avec lui mais Faust qui s'est servi de lui pour récupérer son âme qu'il avait promis à Néron. Malheureusement pour lui, en détective qu'il est, Dibny avait tout compris et avait échafaudé en parallèle le moyen d'empêcher Faust d'arriver à ses fins. Raplh Dibny avait tout prévu et la flaque d'alcool dont il usait allègrement depuis quelque temps contenait en réalité du Gingold, la substance lui donnant ses pouvoirs d'élasticité. Lorsque Néron vient pour récupérer Faust Dibny cherche à l'en empêcher, Néron le tue alors, mais sa mort faisait partie de son plan, emprisonnant Néron et Faust dans un sortilège de contrainte que seul lui pouvait lever. Dibny pu enfin rejoindre sa femme.

### Semaine 43: Affaires de famille
- Titre original : Family Maters

### Semaine 44: Une famille en deuil
- Titre original : Deaths in the Family

### Semaine 45: Chaque heure est une blessure, la dernière est fatale
- Titre original : Every Hour Wounds, the Last Kills

### Semaine 46: La science de la démence
- Titre original : Mad Science

### Semaine 47: Révélations
- Titre original : Revelations

### Semaine 48: Questions réponses
- Titre original : Asked and Answered

## Équipe artistique

### Scénaristes
- Mark Waid
- Grant Morrison
- Geoff Johns : qui s'est occupé de l'histoire de Booster Gold.
- Greg Rucka : qui s'est occupé de scénariser l'histoire mettant en scène Renée Montoya, la Question et Batwoman.

### Dessinateurs
- Keith Giffen : qui s'est occupé de la mise en page de la série afin de conférer une cohérence graphique à l'ensemble. Semaines #1 à #52.
- Joe Bennett : Semaines #1 à #4 - #6 - #11 - #16 - #21 - #25 - #30 - #38
- Chris Batista : Semaines #5 - #10 - #17 - #20 - #29 - #31 - #40-#45
- Lashley : Semaine #7
- Draxhall : Semaine #7
- Eddy Barrows : Semaines #8 - #12 - #18 - #22-#44
- Shawn Moll : Semaines #9 - #13 - #15 - #27
- Todd Nauck : Semaine #11
- Jack Jadson : Semaines #11 - #38
- Marlo Alquiza : Semaine #11
- Dale Eaglesham : Semaines #14 - #25
- Patrick Olliffe : Semaines #19 - #26 - #32 - #37-#46
- Drew Johnson : Semaines #23 - #28
- Phil Jimenez : Semaine #24
- Andy Smith : Semaine #39
- Giuseppe Camuncoli : Semaines #41-#47
- Darick Robertson : Semaines #42 - #48
- Jurgens : Semaine #43
- Rapmund : Semaine #43
- Jamal Igle : Semaine #45